# Bella Hadid
Bella Hadid, celým jménem Isabella Khairiah Hadid (* 9. října 1996 Washington, D.C.) je americká supermodelka. Kariéru zahájila v roce 2012. Je vysoká 175 cm.

## Život
Její otec Mohamed Hadid je realitní makléř palestinského původu, hlásící se k rodu šejka Dahera el-Omara. Matka Yolanda rozená van den Herik je modelka a moderátorka narozená v Nizozemsku. Starší sestra Gigi Hadid je také topmodelkou. 
Vyrůstala na ranči v Kalifornii a v dětství se věnovala závodně jezdectví. Odmaturovala na Malibu High School, navazující studium fotografie na Parsons School of Design nedokončila kvůli kariéře v modelingu. V roce 2014 uzavřela smlouvu s agenturou IMG Models. Stala se tváří značky Dior, účastnila se také kampaní pro firmy Versace, Givenchy, Victoria's Secret, Lanvin, Bulgari a Carolina Herrera. Patří ke generaci modelek známých intenzivním využíváním Instagramu. V roce 2021 spoluzaložila společnost Kin Euphorics, zabývající se výrobou nealkoholických nápojů. Účinkovala v televizním seriálu Ramy a v reality show Držte krok s Kardashians. 
Byla vyhlášena modelkou roku podle časopisu Gentlemen's Quarterly a podle British Fashion Council v roce 2022. Plastický chirurg Julian de Silva ji označil za ženu s nejsouměrnější tváří na světě. Je držitelkou rekordu, když se devětadvacetkrát objevila na obálce Vogue. V dubnu 2023 byla zařazena na seznam stovky nejvlivnějších světových osobností podle týdeníku Time.
Angažuje se v hnutí za práva muslimů a kritizovala prezidenta Donalda Trumpa za přesídlení amerického velvyslanectví v Izraeli do Jeruzaléma. Finančně podpořila organizaci National Association for the Advancement of Colored People.
V dětství prodělala lymeskou nemoc, s jejímiž následky se stály potýká. Přiznala také, že trpí častými záchvaty úzkosti.
Jejím přítelem byl zpěvák The Weeknd. Od roku 2019 žije s reklamním výtvarníkem Marcem Kalmanem, který pracoval pro The New York Times Style Magazine a Travise Scotta.
Odsoudila útok Hamásu na Izrael dne 7. října 2023, ale také kritizovala izraelské letecké údery na Pásmo Gazy během války Izraele s Hamásem, při kterých umíralo velké množství palestinských civilistů. Vyjádřila se kriticky k dlouholeté izraelské okupaci Palestiny a odsoudila násilí izraelských osadníků vůči Palestincům. Koncem října 2023 uvedla, že kvůli jejímu propalestinskému postoji, ke kterému se veřejně hlásí, jí denně chodí stovky výhrůžek smrtí.
Izraelské rapové duo Ness a Stilla natočilo v listopadu 2023 song Harbu Darbu (v překladu „prší peklo na protivníka“), ve kterém oslavuje izraelské letecké údery na Gazu a vyzývá k zabití Belly Hadid a dalších dvou propalestinských celebrit. Song v hebrejštině, který měl na YouTube přes 18 milionů zhlédnutí, se dostal na vrchol izraelských hitparád.